# Luce Dufault
Pour les articles homonymes, voir Dufault.
 (décembre 2011).
Si vous disposez d'ouvrages ou d'articles de référence ou si vous connaissez des sites web de qualité traitant du thème abordé ici, merci de compléter l'article en donnant les références utiles à sa vérifiabilité et en les liant à la section « Notes et références ».
Luce Dufault est une chanteuse d’origine franco-canadienne, née le 19 août 1966 à Orléans (Ontario).

## Biographie

### Les débuts
Luce s'initie au chant dès l'enfance, chantant dans des centres culturels et des centres commerciaux. Elle fonde son premier groupe, Stable Mates, à la fin des années 1980. Au sein de ce groupe, elle fait la tournée des hauts lieux du blues montréalais, avec un répertoire axé sur le Rhythm and blues.
En novembre 1992, Luc Plamondon lui offre le rôle d'une groupie dans La légende de Jimmy. Au printemps 1993, elle enregistre Quand les hommes vivront d'amour, dont les bénéfices sont reversés au Refuge des jeunes de Montréal. À l'automne 1993, Plamondon lui propose un nouveau rôle (celui de Marie-Jeanne) dans l'opéra-rock Starmania, engagement qui se prolongera pendant deux ans. Starmania obtient un Félix et une Victoire de la musique, et lui offre l'occasion d'interpréter Le monde est stone devant 21 millions de téléspectateurs européens.

### Premiers albums
Son album homonyme, lancé en mars 1996, lui vaut quatre nominations au Gala de l'ADISQ. À l'automne suivant, elle présente son premier spectacle solo.
En 1997, forte de plusieurs « hits » radiophoniques, elle gagne le prix Félix du « spectacle de l'année-interprète ». Son premier album atteint les 170 000 exemplaires vendus.
En 1998, elle enregistre l'album Des milliards de choses qui est certifié « OR ».

### La confirmation
En avril 2000, elle enregistre un album live acoustique, intitulé Soir de première, où elle reprend les succès d'Etta James, Carole King, Billie Holiday ou encore Jacques Brel. L'album devient numéro 1 des ventes au Québec.
Son quatrième album est lancé en octobre 2001, et est suivi d’une tournée de près de 100 spectacles à travers tout le Québec.
Bleu est lancé en mars 2004. Ce cinquième album donne lieu à une tournée de spectacles qui suit la sortie de l’album. En mars 2007, son sixième album, intitulé Demi-jour, s'inscrit dans le folk contemporain.
En 2010, elle lance Luce, composé de douze relectures de chansons anglaises. L’année suivante, son interprétation d’Émilie Bordeleau dans le théâtre musical Les Filles de Caleb, est saluée au Québec. En 2014, elle lance un huitième album, Du temps pour moi, et, l'année suivante, une compilation de ses dix plus grands succès francophones.
En 2025, la chanteuse figure dans la nouvelle pièce de théâtre Les Belles-Sœurs symphonique dans le rôle de Pierrette Guérin, personnage traversant des difficultés familiales.

### Réception
Selon La Tribune, Luce Dufault est "proche, drôle, douce, sensible, émouvante, étonnante".

## Vie privée
Elle vit avec le producteur Jean-Marie Zucchini. Elle est également la mère de Lunou Zucchini qui est née le 27 novembre 1995 qui a participé à Star Académie en 2021 et elle est aussi la mère d'un garçon prénommé Mika. 

## Collaborations
- 2018 : Toutes les Femmes de ma Vie de Jean-Pierre Ferland - Luce chante la troisième chanson de l'album : La Musique.

## Lauréats et nominations

### Gala de l'ADISQ
| Année | Catégorie                            | Pour                                                                                         | Résultat   |
| ----- | ------------------------------------ | -------------------------------------------------------------------------------------------- | ---------- |
| 1993  | spectacle de l'année - interprète    | La légende de Jimmy (avec la troupe La légende de Jimmy)                                     | lauréat    |
| 1994  | spectacle de l'année - interprète    | Starmania - Mogador 94 (avec la troupe Starmania)                                            | lauréat    |
| 1996  | album de l'année - populaire         | Luce Dufault                                                                                 | nomination |
| 1996  | chanson populaire de l'année         | Soirs de scotch                                                                              | nomination |
| 1996  | interprète féminine de l'année       | Luce Dufault                                                                                 | nomination |
| 1996  | vidéoclip de l'année                 | Soirs de scotch                                                                              | nomination |
| 1997  | chanson populaire de l'année         | Quand on s'en va pour oublier                                                                | nomination |
| 1997  | interprète féminine de l'année       | Luce Dufault                                                                                 | nomination |
| 1997  | spectacle de l'année - interprète    | Luce Dufault                                                                                 | lauréat    |
| 1998  | chanson populaire de l'année         | Belle ancolie                                                                                | nomination |
| 1998  | interprète féminine de l'année       | Luce Dufault                                                                                 | nomination |
| 1999  | album de l'année - populaire         | Des milliards de choses                                                                      | nomination |
| 1999  | interprète féminine de l'année       | Luce Dufault                                                                                 | nomination |
| 2000  | interprète féminine de l'année       | Luce Dufault                                                                                 | nomination |
| 2000  | spectacle de l'année - interprète    | Des milliards de choses                                                                      | nomination |
| 2002  | album de l'année - pop/rock          | Au-delà des mots                                                                             | nomination |
| 2002  | interprète féminine de l'année       | Luce Dufault                                                                                 | nomination |
| 2002  | spectacle de l'année - interprète    | Au-delà des mots                                                                             | nomination |
| 2004  | chanson populaire de l'année         | Tu me fais du bien                                                                           | nomination |
| 2004  | interprète féminine de l'année       | Luce Dufault                                                                                 | nomination |
| 2005  | spectacle de l'année - interprète    | Bleu                                                                                         | nomination |
| 2007  | album de l'année - folk contemporain | Demi-jour                                                                                    | nomination |
| 2007  | interprète féminine de l'année       | Luce Dufault                                                                                 | nomination |
| 2008  | spectacle de l'année - interprète    | Demi-jour                                                                                    | nomination |
| 2019  | spectacle de l'année - interprète    | Entre vous et nous (avec Marie Michèle Desrosiers, Martine St-Clair et Marie-Élaine Thibert) | nomination |

### Prix Juno[19]
| Année | Catégorie                       | Pour         | Résultat   |
| ----- | ------------------------------- | ------------ | ---------- |
| 1997  | album francophone le plus vendu | Luce Dufault | nomination |

### Victoires de la musique
| Année | Catégorie                    | Pour                                                    | Résultat |
| ----- | ---------------------------- | ------------------------------------------------------- | -------- |
| 1994  | spectacle musical de l'année | Starmania au théâtre Mogador (avec la troupe Starmania) | lauréat  |